# Johannes Müller (Ingenieur)
Johannes Müller (* um 1695 in Grünewalde; † 1764 in Senftenberg) stand von 1725 bis 1748 als erster Auftragnehmer ingenieurtechnischer Wasserbauanlagen im Dienst der Freifrau von Löwendahl und des sächsischen Herrscherhauses. Müller war Planer, Architekt und Bauausführender in einer Person.

## Leben und Wirken

Benedicta Margaretha von Löwendal (1725–1776)

Johann Müller wurde zwischen 1695 und 1700 als Sohn des Dorfmüllers Andreas Müller zu Grünewalde geboren. Während seiner Schulzeit war über den Winter im Wohnhaus, die Lehre als Müller absolvierte er bei seinem Vater. Von 1724 ist bekannt, dass Andreas Müller in der Grünewalder Dorfmühle arbeitete, sein Sohn wohnte und arbeitete in der Mückenberger Schlossmühle der Margaretha Freifrau von Löwendal.

### Wasser für die Löwendahlsche Schmelze
Die Freifrau wusste auch um die Kenntnis der Müller, mit Nivellierungsgeräten umgehen zu können, und bat ihn daher um Rat bei der praktischen Anlegung eines Hochofens in Fragen Energiebeschaffung, betraute ihn dann mit der Durchführung der Wasserbauanlagen zu der neu zu errichtenden Eisenschmelze. „Durch die Anlegung der Floßgräben von Gohra aus durch die Finsterwalder, Dobrilugker, Liebenwerdaer, Mückenberger und Elsterwerdaer Forsten bis Pleßa, und des Floß-Canals von Elsterwerda bis Grödel an der Elbe in den 1740er-Jahren, hernach rühmlich bekannt gewordene, aus Grünewalde bei Mückenberg herstammende Wasser-Müller, Johann Müller, in welchem die Mückenberger Herrschaft viele Anlagen und einen richtigen practischen Blick entdeckte, wurde zu Rathe gezogen, und von ihm, nachdem er blos nach dem Augenmaaß, mit der Setßwage die Churfürstliche Haide, zwischen der Lauchmühle und der Spiegelhütte Friedrichsthal nivelliert, hatte die jetzige Stelle an der Lauchmühle zur Erbauung des Hochofens vorgeschlagen.“
Damit hat Müller auch indirekt das später entstehende Dorf Lauchhammer an die jetzige Stelle verwiesen. 1725 begann er mit den Arbeiten der Wasserzuführung zum Eisenwerk, indem er an einer geeigneten Stelle unter Beibehaltung einer möglichst großen Wasserspannung (Stauhöhe) einen Teich anlegte, der als Puffer für einen kontinuierlichen Zufluss zu den Wasserrädern sorgte. So steigerte Müller das Wassereinzugsgebiet von anfangs 10 auf 30 km².
Es kam zum Bau des Hochofens, der Anlegung des Hammegrabens und des Hammerteiches, 1726 zum Oberhammer, dem Mittelhammer und 1728 zum Unterhammer sowie der Weiterführung bis an die Plessaer Gemarkung zur Entwässerung der Löwendahlschen Nassflächen. (Die Einbindung in den Floßgraben erfolgte erst 1801). 1728 machte Müller noch den Vorschlag, die Pößnitz mit „1899 Ruten neuen Graben“ zu verlegen und dem Werk zuzuführen. Natürlich war er auch weiterhin maßgeblich beraterisch an der Einrichtung des Werkes und der Hämmer tätig und das Müllerwasser wurde noch bis Anfang des 20. Jahrhunderts genutzt und dann durch Elektroenergie ersetzt.

### Der Bau der Flöße Finsterwalde-Elsterwerda-Grödel an der Elbe

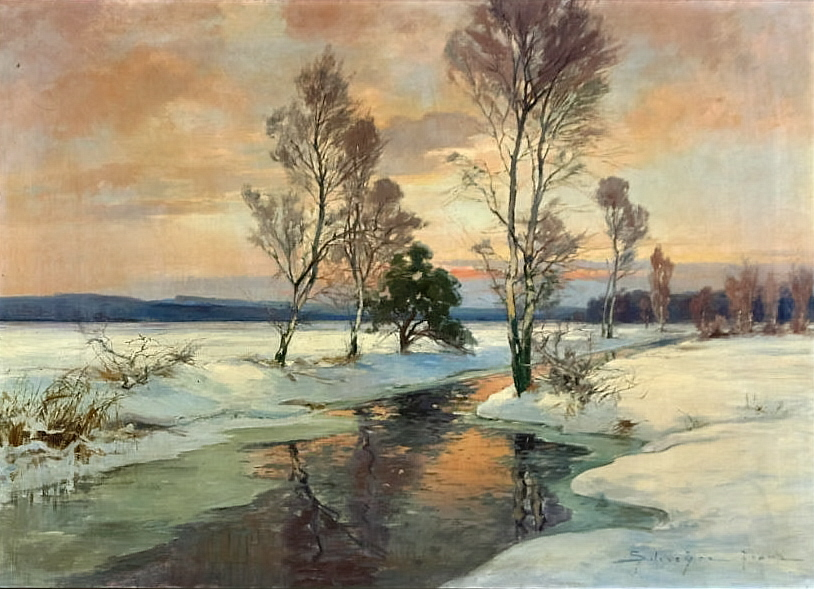
Der Floßgraben in einem Gemälde von Franz Schreyer (1858–1938).

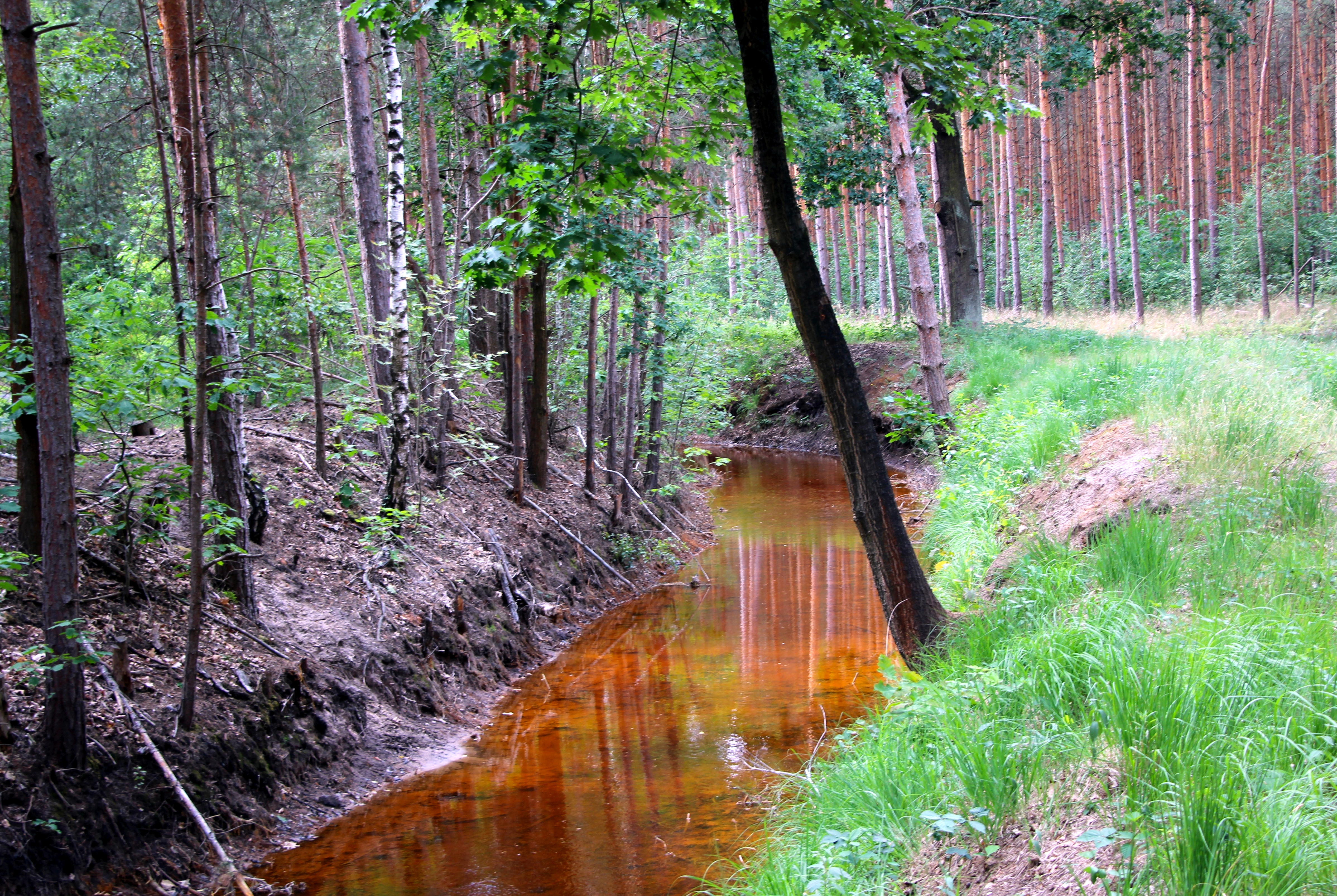
Der vom eisenhaltigen Wasser der einstigen Braunkohletagebaue gefärbte Floßgraben bei Plessa.

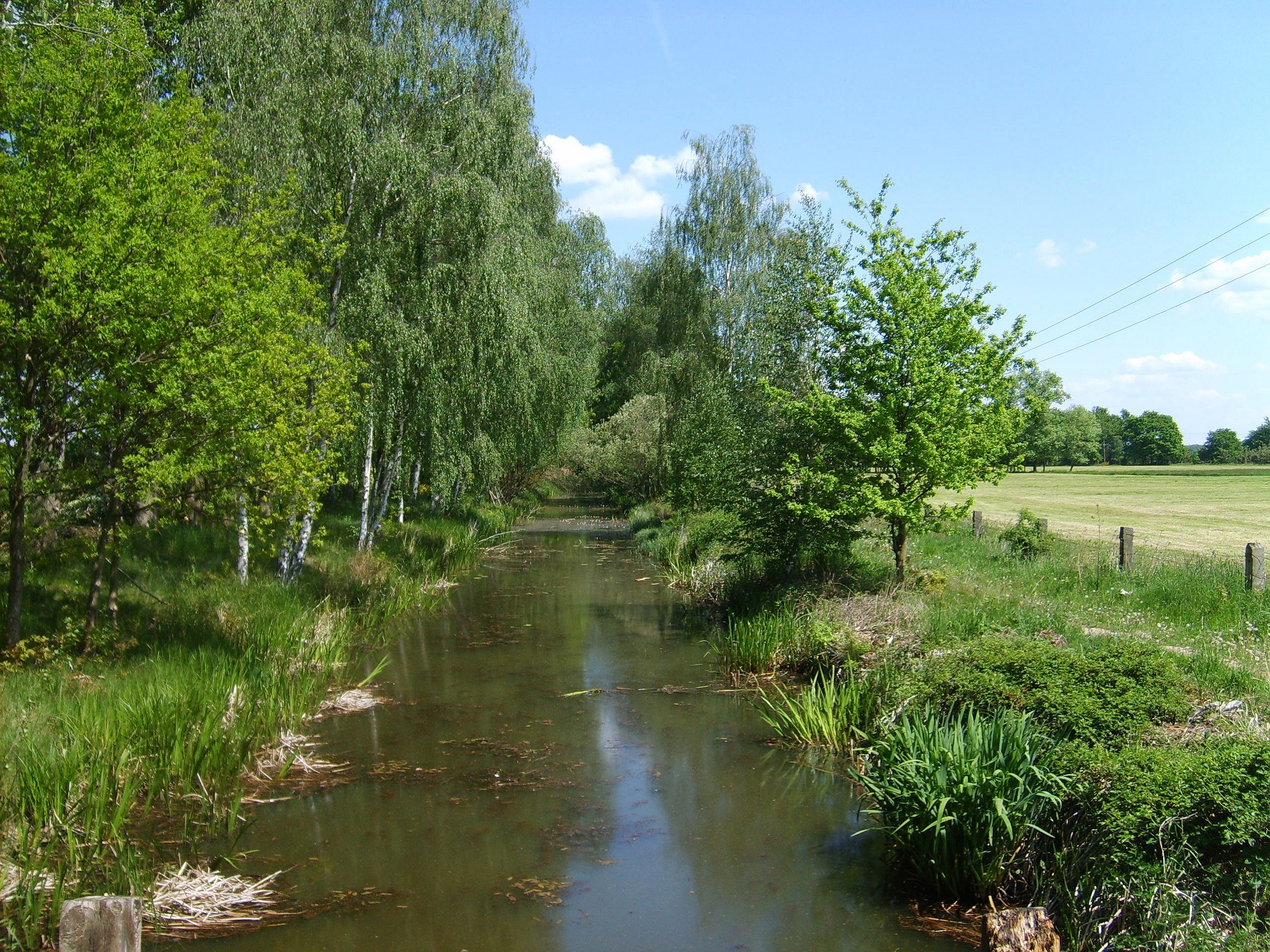
Der Floßkanal zwischen Elsterwerda und Prösen.

Ein Irrtum ist es, anzunehmen, die Entwicklung der Eisenschmelze bliebe in der Residenzstadt unbeachtet und so konnten die Löwendahls den Wassermüller guten Gewissens für die anstehenden sächsischen Wasserprojekte empfehlen, nicht ganz ohne Eigennutz, löste doch ein Wasserweg zur Elbe so manches Transportproblem. Tatsächlich wurde dieser vom Löwendahlschen und später vom Einsiedelschen Werk unter Einbeziehung der Schwarzen Elster bis Dolstheida beziehungsweise des Hammergrabens bis zum Unterhammer für die Belange der Eisenwerke Lauchhammer und später auch Gröditz intensiv genutzt. So hatte Müller sicherlich zum Projekt „Elsterwerdische Flöße“ die Fürsprache der Löwendahls, ohne eine solche kam man gewiss nicht an einen derartigen Auftrag. 1735 hatte eine Regierungskommission, der auch Johannes Müller angehörte, zu prüfen, ob zum gegenseitigen Nutzen des Holzabsatzes und des unter Holzmangel leidenden Sächsischen Staates die Anlegung einer Holzflöße sinnvoll wäre. Aus den Waldungen um Finsterwalde, Grünhaus und Elsterwerda sowie aus dem Schraden könnten jährlich 9000 Festmeter Holz entnommen werden, ohne die Waldungen und den Wildbestand zu schädigen, so eine Kommission. Letztendlich kam es zum Bau des Floßgrabens aus dem Finsterwalder Forst zur Schwarzen Elster und dem Elsterwerda-Grödel-Floßkanal von der Schwarzen Elster zur Elbe, mit dessen Durchführung Müller beauftragt wurde. Er bekam für die Anlegung des Floßgrabens 5 800 Taler, für die Bauausführung des Floßkanals 34 000 Taler, während der Schleusenbauer G. Findeisen 18.171 Taler erhalten sollte. Damit ist klar, dass Müller die gesamte Flöße nicht nur nivellieren, sondern auch bauen musste. Aus einigen Quellen geht hervor, dass Müller sogar mit seinem Leben bei Misslingen des Projektes einstehen musste. Schon 1736 wurden Planierungsarbeiten durch das sächsische Militär durchgeführt.
1741 begannen die Arbeiten an diesem Wasserprojekt und 1744 war der etwa 35 Kilometer lange Floßgraben fertiggestellt. Schon dieser Teil der Flöße war gemessen an den damaligen Möglichkeiten ein Meisterstück. Müller verstand es, mit kleinen Wassermengen und minimalem Gefälle (0,5 m/km) einen funktionstüchtigen Floßgraben zu nivellieren, der teilweise über Erdniveau mit reisigverstärkten Dämmen ging. 17 Brücken, zum Teil mit Wehr mussten dazu gebaut werden. Geflößt sollte ab Holzplatz Sorno bis zum Holzhof Elsterwerda werden, von da bis zur Elbe sollten Treidelschiffe den Transport übernehmen. Die Arbeiten am Floßkanal jedoch dauerten noch bis 1748. Mit einer Länge von 21 Kilometern, einer durchschnittlichen Breite von sieben bis neun Metern, einer Tiefe von 1,4 bis 1,6 Metern und ausgerüstet mit drei Kammernschleusen war es das größte und mit einer Bausumme von 65.437 Talern auch das teuerste Kanalprojekt eines deutschen Kleinstaates dieser Zeit.
Müller erklärt am 23. Januar 1748, dass der Kanal gegen Johannis fertiggestellt sein werde und führt auch noch folgendes an: „Alleine es ereignete sich dabey vor mich ein sehr betrübter Vorfall, wodurch ich vor meine saure Mühe und Arbeit gar sehr zu kurz kommen, und darüber mit meinem Weib und Kindern wohl gar an den Bettel-Stab gerathen würde, wenn Em. Kgl. Majestät sich nicht über mich erbarmen.“
Er behauptet, um sein Hab und Gut durch den Kanalbau gekommen zu sein, da er ihn zu billig übernommen habe. Bei so einem großen Projekt kann man nicht alles „accuratissime“ planen. Müller führte an, dass er sieben Jahre lang aus seinen Mitteln habe zusetzen müssen und schilderte alle nicht planbaren Ereignisse, die dieses bewirkt haben sollen. Er bittet deshalb um Nachzahlung von 1700 Talern, wovon ihm 1400 bewilligt wurden. Erneut bittet er noch eindringlicher um nunmehr 1200 Taler, da er sonst den Kanal nicht zu Ende bringen könne. Nach Androhung von Zwangsmittel gab man seiner Bitte schließlich nach, bewilligte die 1200 Taler und sprach die Erwartung aus, dass er „sich keiner weiteren Behelligung unterfangen werde“.
Das Projekt endete und der Kanal wurde von der Röder aus gefüllt, ohne das eine direkte Verbindung mit der Elbe hergestellt wurde. Stattdessen musste von einem Hafenbecken in die dreieinhalb bis vier Meter tieferliegende Elbe umgeladen werden. Warum Müller diese Lösung vorzog, ist unklar, war doch an dieser Stelle eine Doppelschleuse geplant. Aber der Kanal, und das war wichtig, funktionierte. 17 Brücken mussten dazu errichtet werden und mancher Streit mit angeblich geschädigten Landeigentümern kosteten extra Zugeständnisse. Für seine Verdienste bekam Müller den Titel „Königlich (preußisch)-Kurfürstlicher (sächsisch) Wasserbaumeister“ zuerkannt. Bei seinen Arbeitern hieß er ganz einfach Meister Hannusch.

### Die Zeit nach dem Kanalbau; Berufsmüller und Bau der Wendischen Kirche in Senftenberg

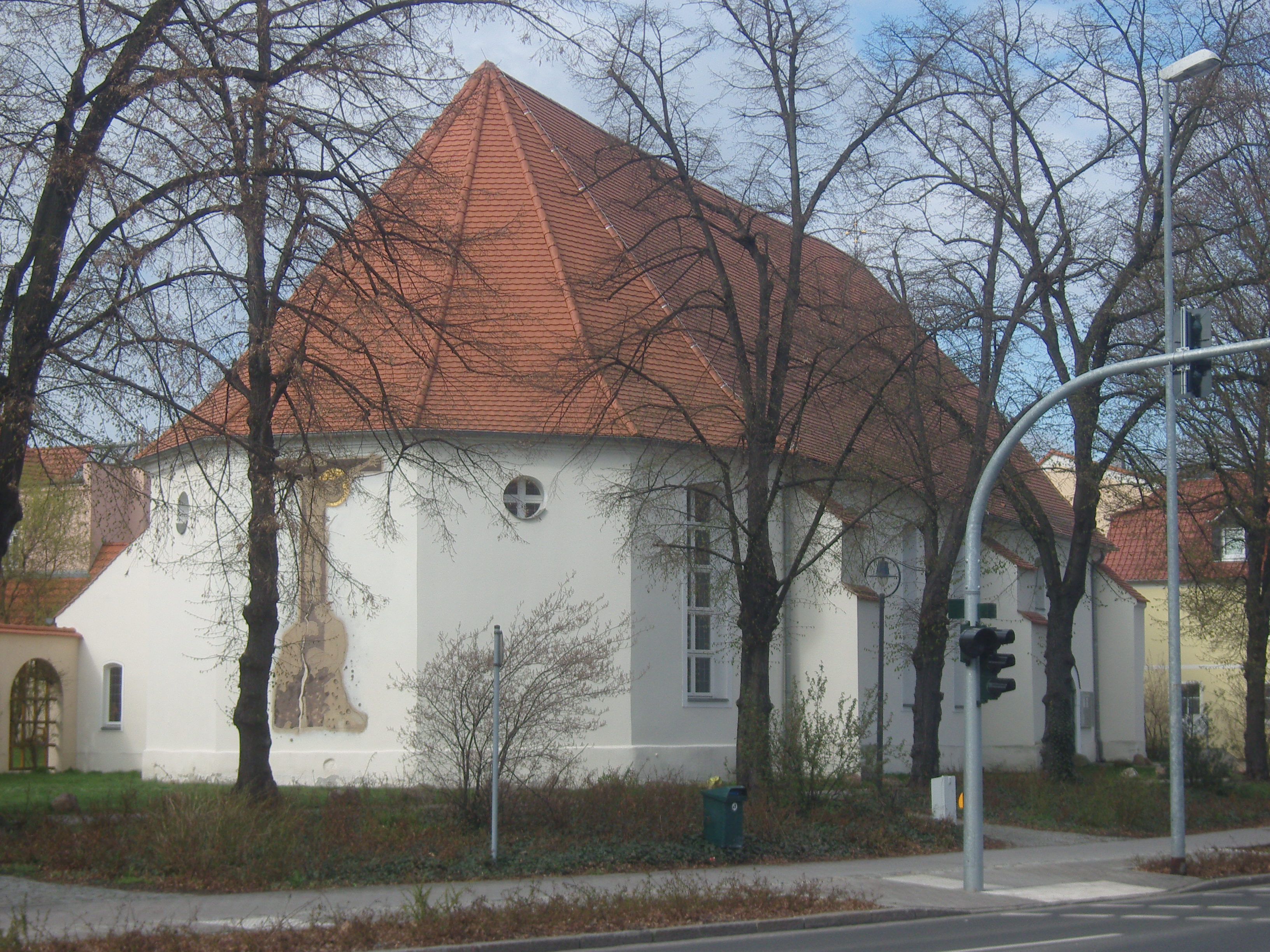
Die Wendische Kirche in Senftenberg.

Ein Jahr nach Fertigstellung der Flöße (1749) tritt Müller als Bauherr der Wendischen Kirche zu Senftenberg auf und baute diese noch als Holzbau auf 1158 Taler veranschlagt, aus Stein für 539 Taler und 11 Groschen „zur Ehre Gottes, der Kirchfahrt Besten und seines Namens Angedenken“. Und dieses ganz aus freiem Willen, denn seine Auftraggeber hätten größere Beträge nicht aufbringen können. Die Begleichung der Rechnung verlief auch recht schleppend, sodass Müller fürs Erste die Schlüssel verweigern musste. Allerdings wurde die Kirche 90 Jahre nach ihrer Erbauung so schwer baufällig, dass sie unter hohen Kosten saniert werden musste. Diese Kirche ist heute noch als Bürgerhaus Wendische Kirche erhalten. Müller ist inzwischen Eigentümer der Wolschink-Mühle bei Sedlitz und Amtsmüller in Senftenberg. Nach Armer soll er in der Nähe von Senftenberg sogar ein Rittergut gekauft haben.

### Der Gedanke an einen Spree-Elster Kanal
Der Grödel-Elsterwerdaer Kanalbau hat ihn offenbar nicht um Hab und Gut gebracht. Indessen suchte man in Sachsen nach neuen Holzquellen, insbesondere nach harten Hölzern, die aus dem Spreewald geholt werden sollten. Zu dieser Zeit war der Transport auf dem Wasser die einzige Möglichkeit, große Mengen über weite Strecken billig auszuführen, obwohl die Anlegung einer Wasserstraße recht aufwendig ist. Und so erinnerte man sich an den Fachmann für derartige Projekte.
„Es wird gebeten, den ehemaligen Wasserbaumeister Johann Müller abzusenden, damit er eine Linie ausgehe, sie abwiege, einen Riss einreicht und die Kosten in einen zuverlässigen Anschlag bringt. Die Kosten für seine Arbeit, ein Reichstaler pro Tag, kann die Elsterwerdaer Floßkasse zahlen. Der Floßmeister Schubert in Elsterwerda wurde am 8. April angewiesen, solch Geld zu geben, dem Wasserbaumeister mit Rat Hilfe und Vorspannpferden, so oft er die nötig hat, beizustehen“.
Müller und sein Sohn brachten umgehend den gewünschten Anschlag unter anderem in zwei Varianten, wobei er die Strecke Spreewald, „Luckau, Beßda (Beesdau), Kleinbora (Kleinbahren), Floßgraben an der Finsterwaldischen Brettmühle“ als billigste vorschlägt, aber insgesamt von allen Vorhaben abrät. Käme es aber zum Bau, so sollte der Sitz des Bauamtes in Senftenberg sein. Es kam nicht mehr dazu. Ein arbeitsreiches und erfülltes Leben ging 1764 zu Ende. Johann Müller wurde am 13. November unter seinem Ehrentitel in Senftenberg beerdigt.